# Diocesi di Bungoma
La diocesi di Bungoma (in latino Dioecesis Bungomaënsis) è una sede della Chiesa cattolica in Kenya suffraganea dell'arcidiocesi di Kisumu. Nel 2022 contava 766.120 battezzati su 1.659.902 abitanti. È retta dal vescovo Mark Kadima.

## Territorio
La diocesi comprende i distretti civili di Bungoma e Busia (prima della riforma del 2007) nella Provincia Occidentale del Kenya.
Sede vescovile è la città di Bungoma, dove si trova la cattedrale di Cristo Re.
Il territorio si estende su 4.550 km² ed è suddiviso in 43 parrocchie.

## Storia
La diocesi è stata eretta il 27 aprile 1987 con la bolla Pari ut passa di papa Giovanni Paolo II, ricavandone il territorio dalla diocesi di Kakamega. Originariamente era suffraganea dell'arcidiocesi di Nairobi.
Il 21 maggio 1990 è entrata a far parte della provincia ecclesiastica dell'arcidiocesi di Kisumu.

## Cronotassi dei vescovi
Si omettono i periodi di sede vacante non superiori ai 2 anni o non storicamente accertati.
- Longinus Atundo † (27 aprile 1987 - 15 novembre 1996 deceduto)
- Norman King'oo Wambua (27 giugno 1998 - 23 giugno 2018 nominato vescovo di Machakos)
  - Sede vacante (2018-2021)[1]
- Mark Kadima, dal 14 dicembre 2021

## Statistiche
La diocesi nel 2022 su una popolazione di 1.659.902 persone contava 766.120 battezzati, corrispondenti al 46,2% del totale.
| anno | popolazione | popolazione | popolazione | presbiteri | presbiteri | presbiteri | presbiteri                | diaconi | religiosi | religiosi | parrocchie |
| anno | battezzati  | totale      | %           | numero     | secolari   | regolari   | battezzati per presbitero | diaconi | uomini    | donne     | parrocchie |
| ---- | ----------- | ----------- | ----------- | ---------- | ---------- | ---------- | ------------------------- | ------- | --------- | --------- | ---------- |
| 1990 | 300.081     | 1.043.962   | 28,7        | 26         | 19         | 7          | 11.541                    |         | 15        | 66        | 17         |
| 1999 | 497.544     | 1.400.000   | 35,5        | 54         | 51         | 3          | 9.213                     |         | 8         | 89        | 24         |
| 2000 | 498.566     | 1.400.600   | 35,6        | 53         | 50         | 3          | 9.406                     |         | 11        | 75        | 24         |
| 2001 | 497.121     | 1.400.000   | 35,5        | 50         | 48         | 2          | 9.942                     |         | 13        | 64        | 24         |
| 2002 | 511.855     | 1.442.000   | 35,5        | 53         | 51         | 2          | 9.657                     |         | 13        | 67        | 24         |
| 2003 | 528.768     | 1.485.260   | 35,6        | 53         | 51         | 2          | 9.976                     |         | 13        | 85        | 25         |
| 2004 | 543.715     | 1.529.817   | 35,5        | 56         | 54         | 2          | 9.709                     |         | 11        | 83        | 25         |
| 2006 | 562.878     | 1.575.711   | 35,7        | 62         | 59         | 3          | 9.078                     |         | 10        | 81        | 28         |
| 2012 | 639.839     | 1.992.000   | 32,1        | 71         | 68         | 3          | 9.011                     |         | 14        | 95        | 30         |
| 2015 | 679.000     | 2.112.000   | 32,1        | 71         | 69         | 2          | 9.563                     |         | 12        | 72        | 31         |
| 2018 | 685.976     | 1.484.885   | 46,2        | 68         | 68         |            | 10.087                    |         | 7         | 110       | 32         |
| 2020 | 722.145     | 1.564.618   | 46,2        | 70         | 70         |            | 10.316                    |         | 12        | 107       | 34         |
| 2022 | 766.120     | 1.659.902   | 46,2        | 81         | 81         |            | 9.458                     |         | 57        | 116       | 43         |